# Weissenstein (slott)

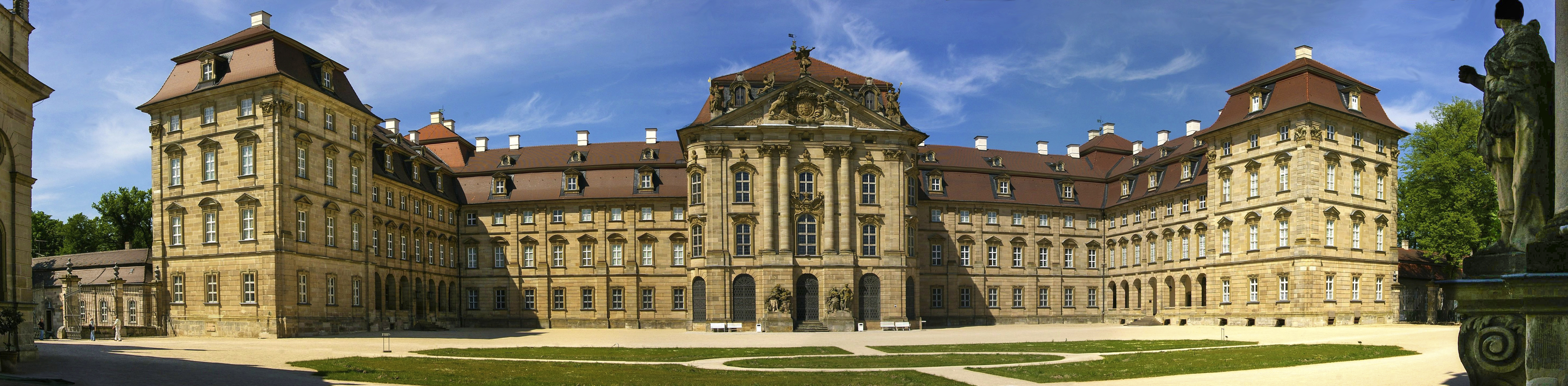
Huvudbyggnaden.

Slottet Weissenstein är beläget vid orten Pommersfelden nära Bamberg i Bayern. Det byggdes mellan 1711 och 1719 för kurfursten och ärkebiskopen Lothar Franz von Schönborn.
Slottet byggdes i barockstil under ledning av Johann Dientzenhofer som tillhörde en vid tiden känd familj av byggmästare. Mittrisaliten skapades däremot av den österrikiske arkitekten Johann Lukas von Hildebrandt. Ovanför fyra kolonner över den centrala ingången sitter två skulpturer som föreställer lejon som håller adelssläktens vapensköld.
Slottet ägs fortfarande av släkten Schönborn som med hjälp av en stiftelse utför byggnadens underhåll. Flera delar av slottet är tillgängliga för allmänheten. Sedan 1958 äger här varje år en musikfestival rum.